# Câu lạc bộ bóng đá Ratchaburi
Câu lạc bộ bóng đá Ratchaburi (tiếng Thái ฟุตบอล ชบุรี is) là một câu lạc bộ bóng đá chuyên nghiệp Thái Lan có trụ sở tại tỉnh Ratchaburi và hiện đang chơi ở Thai League 1. Ratchaburi có biệt danh Những con rồng có thể được nhìn thấy trong logo chính thức của câu lạc bộ.

## Lịch sử

### 2011 (DIV2 đến DIV5)
Vào năm 2011, họ đã giành được Phân khu Trung Đông trước khi được thăng hạng lên Phân khu 1 sau khi giành chiến thắng ở bảng A của vòng play-off Phân khu 2. Trong mùa giải tiếp theo, những chú rồng bay qua bộ phận đầu tiên giành được danh hiệu trên đường đến TPL.

### 2012-2013 (Á quân League Cup)
Trong khi ở Phân khu 1, Ratchaburi đã lọt vào trận chung kết Cúp Liên đoàn Thái Lan 2012 nơi họ thua 4 trận1 trước Buriram United. Trận chung kết được nhớ đến nhiều nhất với những tình huống xa vời mà Ratchaburi phải đối mặt khi họ không có bất kỳ sự thay thế nào trên băng ghế dự bị do có một số lời nói không đáng có từ đối thủ Buriram United. Ratchaburi không bao giờ đứng trước cơ hội khi Buriram giành chiến thắng trong trận chung kết tại một ca.

### 2014-nay
Năm 2016 câu lạc bộ chuyển đến sân mới, sân vận động Mitr Phol.

## Sân vận động

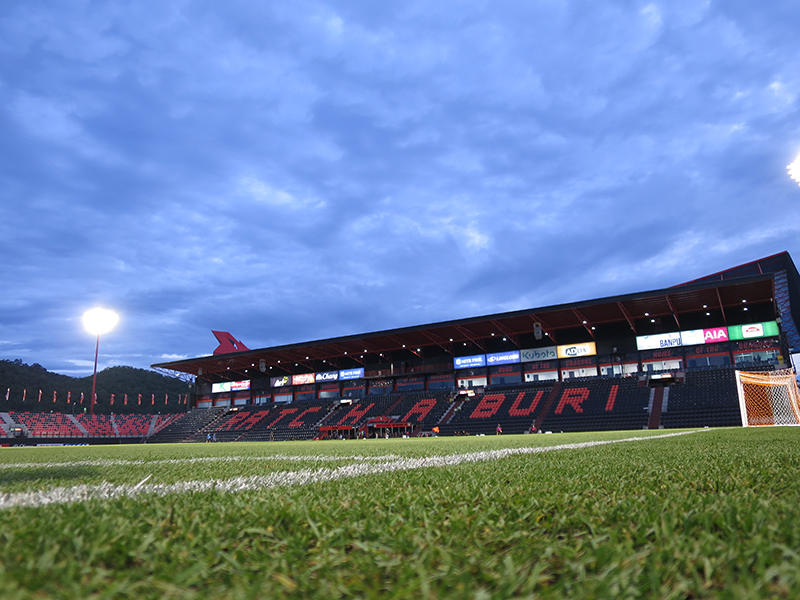
Sân vận động Mitr Phol

Từ năm 2007 đến 2016, câu lạc bộ đã được sử dụng sân vận động Ratchaburi do hội đồng thành phố sở hữu làm sân nhà của họ gây ra vấn đề với các ứng dụng khó khăn và không đầy đủ. Vì vậy, vào tháng 6 năm 2016, câu lạc bộ đã được xây dựng Sân vận động Mitr Phol nằm ở thị trấn Hoài Phai, tỉnh Ratchaburi để trở thành sân nhà mới và do câu lạc bộ sở hữu trực tiếp và sân vận động giữ 10.000 chỗ ngồi.

## Sân vận động và địa điểm
| Tọa độ                                          | Vị trí     | sân vận động            | Năm                |
| ----------------------------------------------- | ---------- | ----------------------- | ------------------ |
| 13°31′55″B 99°48′50″Đ / 13,531817°B 99,813832°Đ | Ratchaburi | Sân vận động Ratchaburi | 2007 20162016      |
| 13°31′18″B 99°46′11″Đ / 13,521677°B 99,769588°Đ | Ratchaburi | Sân vận động Mitr Phol  | Hiện tại 2016 2016 |

## Kỷ lục theo mùa
| Season | League             | League | League | League | League | League | League | League | League | FA Cup | League Cup | Kor Royal<br id="mwRg"><br>Cup | AFC Champions League | Top scorer        | Top scorer |
| Season | Division           | P      | W      | D      | L      | F      | A      | Pts    | Pos    | FA Cup | League Cup | Kor Royal<br id="mwRg"><br>Cup | AFC Champions League | Name              | Goals      |
| ------ | ------------------ | ------ | ------ | ------ | ------ | ------ | ------ | ------ | ------ | ------ | ---------- | ------------------------------ | -------------------- | ----------------- | ---------- |
| 2007   | DIV 1              | 22     | 5      | 4      | 13     | 31     | 40     | 19     | 12th   |        |            | –                              | –                    |                   |            |
| 2008   | DIV 2              | 20     | 7      | 9      | 4      | 32     | 26     | 30     | 7th    |        |            | –                              | –                    |                   |            |
| 2009   | DIV 2 Central-East | 22     | 4      | 9      | 9      | 31     | 33     | 21     | 9th    |        |            | –                              | –                    |                   |            |
| 2010   | DIV 2 Central-East | 30     | 12     | 9      | 9      | 45     | 39     | 45     | 9th    |        |            | –                              | –                    |                   |            |
| 2011   | DIV 2 Central-East | 30     | 20     | 8      | 2      | 67     | 19     | 68     | 1st    | R2     | R1         | –                              | –                    | Pornchai Ardjinda | 18+(5)     |
| 2012   | DIV 1              | 34     | 24     | 6      | 4      | 85     | 31     | 78     | 1st    | R4     | RU         | –                              | –                    | Douglas           | 19         |
| 2013   | TPL                | 32     | 6      | 12     | 14     | 31     | 39     | 30     | 15th   | R3     | RU         | –                              | –                    | Douglas           | 10         |
| 2014   | TPL                | 38     | 17     | 14     | 7      | 62     | 42     | 65     | 4th    | R4     | SF         | –                              | –                    | Heberty           | 26         |
| 2015   | TPL                | 34     | 17     | 4      | 13     | 48     | 50     | 55     | 7th    | QF     | R3         | –                              | –                    | Heberty           | 19         |
| 2016   | TL                 | 30     | 14     | 7      | 9      | 52     | 35     | 49     | 6th    | W      | R1         | –                              | –                    | Heberty           | 20         |
| 2017   | T1                 | 34     | 16     | 7      | 11     | 63     | 49     | 55     | 6th    | R1     | SF         | –                              | –                    | Marcel Essombé    | 20         |
| 2018   | T1                 | 34     | 12     | 7      | 15     | 50     | 53     | 43     | 12th   | SF     | R1         | –                              | –                    | Kang Soo-il       | 13         |

| Vô địch | Á quân | Vị trí thứ ba | Lên hạng | Rớt hạng | Trong tiến trình |

| - P = Played - W = Games won - D = Games drawn - L = Games lost - F = Goals for - A = Goals against - Pts = Points - Pos = Final position - N/A = No answer | - TPL = Thai Premier League - TL = Thai League 1 | - QR1 = First Qualifying Round - QR2 = Second Qualifying Round - QR3 = Third Qualifying Round - QR4 = Fourth Qualifying Round - RInt = Intermediate Round - R1 = Round 1 - R2 = Round 2 - R3 = Round 3 | - R4 = Round 4 - R5 = Round 5 - R6 = Round 6 - GR = Group stage - QF = Quarter-finals - SF = Semi-finals - RU = Runners-up - S = Shared - W = Winners |

## Sân vận động và địa điểm cho đội B
| Tọa độ                                          | Vị trí              | Sân vận động                   | Năm  |
| ----------------------------------------------- | ------------------- | ------------------------------ | ---- |
| 13°22′16″B 99°50′50″Đ / 13,371028°B 99,847291°Đ | Pak Thơ, Ratchaburi | Sân vận động Thành phố Pak Tho | 2017 |
| 13°31′55″B 99°48′50″Đ / 13,531817°B 99,813832°Đ | Ratchaburi          | Sân vận động Ratchaburi        | 2017 |

## Kỷ lục mùa giải cho đội B
| 2017 | Tây T4   | 27       | 11       | 6        | 10       | 45       | 42       | 39       | ngày 5   | Không thể vào | Không thể vào | Somsak Musikaphan | 6        |          |          |          |
| 2018 | Đình chỉ | Đình chỉ | Đình chỉ | Đình chỉ | Đình chỉ | Đình chỉ | Đình chỉ | Đình chỉ | Đình chỉ | Đình chỉ      | Đình chỉ      | Đình chỉ          | Đình chỉ | Đình chỉ | Đình chỉ | Đình chỉ |

## Cầu thủ

### Đội hình đội một
Ghi chú: Quốc kỳ chỉ đội tuyển quốc gia được xác định rõ trong điều lệ tư cách FIFA. Các cầu thủ có thể giữ hơn một quốc tịch ngoài FIFA.
| Số | VT | Quốc gia    | Cầu thủ                                       |
| -- | -- | ----------- | --------------------------------------------- |
| 2  | HV | Pháp        | Gabriel Mutombo                               |
| 4  | HV | Thái Lan    | Jonathan Khemdee                              |
| 5  | HV | Thái Lan    | Apisit Sorada (on loan from BG Pathum United) |
| 6  | TV | Tây Ban Nha | Tana                                          |
| 7  | TĐ | Pháp        | Ottman Dadoune                                |
| 8  | TV | Thái Lan    | Thanawat Suengchitthawon                      |
| 9  | TĐ | Singapore   | Ikhsan Fandi (on loan from BG Pathum United)  |
| 10 | TV | Thái Lan    | Jakkaphan Kaewprom (Đội trưởng)               |
| 11 | TĐ | Brasil      | Negueba                                       |
| 15 | HV | Thái Lan    | Adisorn Promrak                               |
| 16 | TV | Thái Lan    | Siwakorn Jakkuprasat (Vice-captain)           |
| 17 | TV | Thái Lan    | Sirawit Kasonsumol                            |
| 18 | TV | Thái Lan    | Teeraphol Yoryoei                             |

| Số | VT | Quốc gia    | Cầu thủ                             |
| -- | -- | ----------- | ----------------------------------- |
| 19 | HV | Thái Lan    | Suporn Peenagatapho                 |
| 23 | TV | Thái Lan    | Pongsathon Sangkasopha              |
| 27 | TV | Philippines | Jesse Curran                        |
| 28 | TV | Thái Lan    | Thossawat Limwannasathian           |
| 29 | HV | Thái Lan    | Kiatisak Jiamudom                   |
| 37 | TV | Thái Lan    | Kritsananon Srisuwan                |
| 69 | TM | Thái Lan    | Kritsanucha Mueansen                |
| 77 | TV | Brunei      | Faiq Bolkiah                        |
| 88 | TV | Thái Lan    | Chotipat Poomkaew                   |
| 89 | TV | Madagascar  | Njiva Rakotoharimalala              |
| 91 | HV | Martinique  | Jérémy Corinus                      |
| 97 | TM | Thái Lan    | Ukrit Wongmeema                     |
| 99 | TM | Thái Lan    | Kampol Pathomakkakul (Vice-captain) |

### Cho mượn
| \| No. \| \| Position \| Player \| \| --- \| \| -------- \| ------------------------------- \| \| — \| \| MF \| Kanarin Thawornsak (at Sisaket) \| 1. 2. 3. - Trang web chinh thưc - Facebook chính thức |          |          |                                 |
| No. |          | Position | Player                          |
| — | Thailand | MF       | Kanarin Thawornsak (at Sisaket) |